# 죽은 경제학자의 살아있는 아이디어
《죽은 경제학자의 살아있는 아이디어》(영어: New Ideas From Dead Economists)는 미국의 경제학자 토드 벅홀츠가 지은 경제사상사 도서로 1989년 처음 출판되었다. 2007년 영문 개정판이 출간되었다.

## 내용
토머스 칼라일의 말을 빌려 "경제학은 우울한 과학"이라는 말로 시작하는 이 책은 애덤 스미스를 시작으로, 토머스 맬서스, 데이비드 리카도, 존 스튜어트 밀, 카를 마르크스, 앨프리드 마셜, 제도학파, 존 메이너드 케인스, 통화주의자, 공공선택학파 등의 위대한 고전 경제학자들의 이론을 간략하게 설명한다.
일반적인 경제학 서적과는 다르게 명확하고 보편적인 언어로 역사적 예시를 들어서 현대 사회와 바람직한 미래상에 대해 고민한다  
세계를 분석하고 나아갈 길을 제시하는 경제학자들의 노력에 박수를 보내면서 글을 맺는다.

## 영향[1]
이 책의 서술 방식은 유시민의 경제학 카페에 영향을 주었다. 또한 아래 저서에서 참조되었다.
- Cornucopia limited: design and dissent on the Internet - Richard Coyne, 2005

- Saskatchewan: the roots of discontent and protest - John W. Warnock, 2004